# Бырзея
Бырзея (болг. Бързея) — село в Болгарии. Находится в Кырджалийской области, входит в общину Кирково. Население составляет 0 человек.

## Политическая ситуация
Бырзея подчиняется непосредственно общине и не имеет своего кмета.
Кмет (мэр) общины Кирково —  Шукран Кязим Идриз (Движение за права и свободы (ДПС)) по результатам выборов.